# Freist
Freist is een plaats en voormalige gemeente in de Duitse deelstaat Saksen-Anhalt, en maakt deel uit van de Landkreis Mansfeld-Südharz.
Freist telt 385 inwoners.

## Geschiedenis
De gemeente Freist is op 24 januari 2010 opgegaan in de gemeente Gerbstedt.